# ميدستون يونايتد
نادي ميدستون يونايتد (بالإنجليزية: .Maidstone United F.C)‏ هو نادي كرة قدم إنجليزي محترف يقع مقره في ميدستون، كنت.
كان ميدستون بدون ملعب خاص بها منذ إنشائه حتى عام 2012 عندما تم افتتاح ملعب غالاغر، الواقع بالقرب من وسط مدينة ميدستون، في بداية موسم 2012-13.